# Аллегані (селище, Нью-Йорк)
Аллегані (англ. Allegany) — селище (англ. village) в США, в окрузі Каттарогус штату Нью-Йорк. Населення — 1544 особи (2020).

## Географія
Аллегані розташоване за координатами 42°5′38″ пн. ш. 78°29′34″ зх. д. / 42.09389° пн. ш. 78.49278° зх. д. (42.093796, -78.492808).  За даними Бюро перепису населення США в 2010 році селище мало площу 1,85 км², з яких 1,83 км² — суходіл та 0,02 км² — водойми.

## Демографія
Згідно з переписом 2010 року, у селищі мешкало 1816 осіб у 765 домогосподарствах у складі 437 родин. Густота населення становила 984 особи/км².  Було 826 помешкань (448/км²).
Расовий склад населення:
| - 96,1 % — білих - 2,2 % — азіатів - 0,2 % — чорних або афроамериканців - 0,1 % — корінних американців |

До двох чи більше рас належало 0,7 %. Частка іспаномовних становила 2,0 % від усіх жителів.
За віковим діапазоном населення розподілялося таким чином: 20,5 % — особи молодші 18 років, 64,2 % — особи у віці 18—64 років, 15,3 % — особи у віці 65 років та старші. Медіана віку мешканця становила 36,8 року. На 100 осіб жіночої статі у селищі припадало 90,8 чоловіків;  на 100 жінок у віці від 18 років та старших — 90,5 чоловіків також старших 18 років.
Середній дохід на одне домашнє господарство  становив 66 506 доларів США (медіана — 48 750), а середній дохід на одну сім'ю — 85 579 доларів (медіана — 65 795). Медіана доходів становила 54 773 долари для чоловіків та 31 818 доларів для жінок. За межею бідності перебувало 26,9 % осіб, у тому числі 15,5 % дітей у віці до 18 років та 2,4 % осіб у віці 65 років та старших.
Цивільне працевлаштоване населення становило 819 осіб. Основні галузі зайнятості: освіта, охорона здоров'я та соціальна допомога — 34,4 %, роздрібна торгівля — 12,5 %, мистецтво, розваги та відпочинок — 10,4 %, виробництво — 9,8 %.